# 1572年
| 千纪： | 2千纪 |
| 世纪： | 15世纪 \| 16世纪 \| 17世纪                                                                                 |
| 年代： | 1540年代 \| 1550年代 \| 1560年代 \| 1570年代 \| 1580年代 \| 1590年代 \| 1600年代                           |
| 年份： | 1567年 \| 1568年 \| 1569年 \| 1570年 \| 1571年 \| 1572年 \| 1573年 \| 1574年 \| 1575年 \| 1576年 \| 1577年 |
| 纪年： | 壬申年（猴年）；明隆庆六年；越南莫朝崇康五年，后黎朝洪福元年；日本元龜三年                                 |

## 大事记
- 张居正改革。
- 俺答汗與其妻三娘子築庫庫和屯城。
- 波蘭立陶宛國王齐格蒙特·奥古斯特正式僱用三百人編制的哥薩克軍，稱為「註冊哥薩克」（Registered Cossacks），由蓋特曼統治並獲得特權。
- 西班牙征服新印加國，比爾卡班巴進入秘魯總督區的管轄。
- 武田信玄的武將秋山信友攻下東美濃的岩村城，並迎娶岩村城前任城主遠山景任的遺孀，即織田信長的姑母。
- 3月，松永久秀和三好義繼共同對畠山昭高領內的河內國交野城發動交野城之戰。
- 4月，織田信長派遣佐久間信盛與柴田勝家等組成的援軍趕赴馳援畠山昭高，並一度包圍了松永和三好勢力的重要城池大和信貴山城以及河內若江城，交野城之戰以松永久秀、三好義繼戰敗撤退告終。
- 5月13日——教宗額我略十三世就任。
- 7月18日——足利義昭被織田信長逐出京都（但1588年才辭去征夷大將軍一職）。
- 7月19日——十歲的朱翊鈞登基做皇帝，是為明神宗。
- 7月，織田信長包圍小谷城，朝倉義景派遣援軍，與織田軍展開對峙，朝倉軍的前波吉繼、富田長繁倒戈加入了織田軍。
- 8月24日——法國胡格諾派代表人物加斯帕爾·德科利尼在王太后凱瑟琳·德·美第奇策畫的圣巴多罗买大屠杀遇害。
- 克里米亞汗國德夫萊特·格萊汗在摩洛迪戰役被俄羅斯帝國沙皇伊凡四世擊敗，粉碎了被稱為「鄂圖曼土耳其之鞭」的克里米亞汗國政權，挫敗了鄂圖曼土耳其統治俄羅斯及東歐的圖謀。
- 10月16日——二俁城之戰，武田信玄包圍德川氏二俁城。
- 11月，織田氏建築虎御前山砦包夾小谷城，淺井氏、朝倉氏 聯軍試圖反擊，在虎御前山一帶與織田軍爆發虎御前山之戰，最終朝倉、淺井聯軍兵敗撤退。
- 11月11日——丹麦人第谷·布拉赫发现了一颗新星，被命名为“第谷新星”。
- 12月19日——二俁城之戰，中根正照向武田信玄開城投降。
- 上杉謙信佔領由一向一揆眾控制的富山城。
- 塔阿爾火山噴發。

## 出生
- 威廉·柯亭，英国商人，柯亭协会创始人，和中国发生过军事冲突。

## 逝世
- 7月5日——明穆宗隆慶皇帝朱載坖（1537年3月4日－1572年7月5日），明世宗第三子。
- 8月24日——加斯帕尔·德科利尼，法国军人和政治家。法国宗教战争时期新教胡格諾派（又稱雨格諾派、胡格諾派）最重要的代表人物之一。
- 9月24日——圖帕克·阿馬魯，新印加國最後一位薩帕·印卡。
- 12月16日——姊小路良賴，日本战国时代大名，飞驒国三木氏、姊小路氏当主三木直赖的嫡男。